# Боярск (Гродненская область)
Боя́рск (бел. Бая́рск, пол. Bojarska) — деревня в Сморгонском районе Гродненской области Белоруссии.
Входит в состав Кревского сельсовета.
Расположена у южной границы района на правом берегу реки Кревлянка. Расстояние до районного центра Сморгонь по автодороге — около 31,5 км, до центра сельсовета агрогородка Крево по прямой — чуть менее 8 км. Ближайшие населённые пункты — Кочаны, Милейково, Новосёлки. Площадь занимаемой территории составляет 1,0490 км², протяжённость границ 19580 м.
Согласно переписи население деревни в 1999 году насчитывало 230 человек.
До 2008 года Боярск входил в состав Ордашинского сельсовета.
Через деревню проходят местные автомобильные дороги:
- Н6417 Новосёлки — Боярск — Переходы
- Н6727 Коптевичи — Коренды — Ордаши — Боярск

Через деревню проходит регулярный автобусный маршрут Сморгонь — Переходы.
В Боярске находятся два кладбища солдат Российской империи времён Первой мировой войны.